# Flagge Abchasiens
Die Flagge Abchasiens wurde am 23. Juli 1992 bei der einseitigen Erklärung der Unabhängigkeit offiziell angenommen. Sie wurde 1991 von  V. Gamgia entworfen.

## Beschreibung und Bedeutung

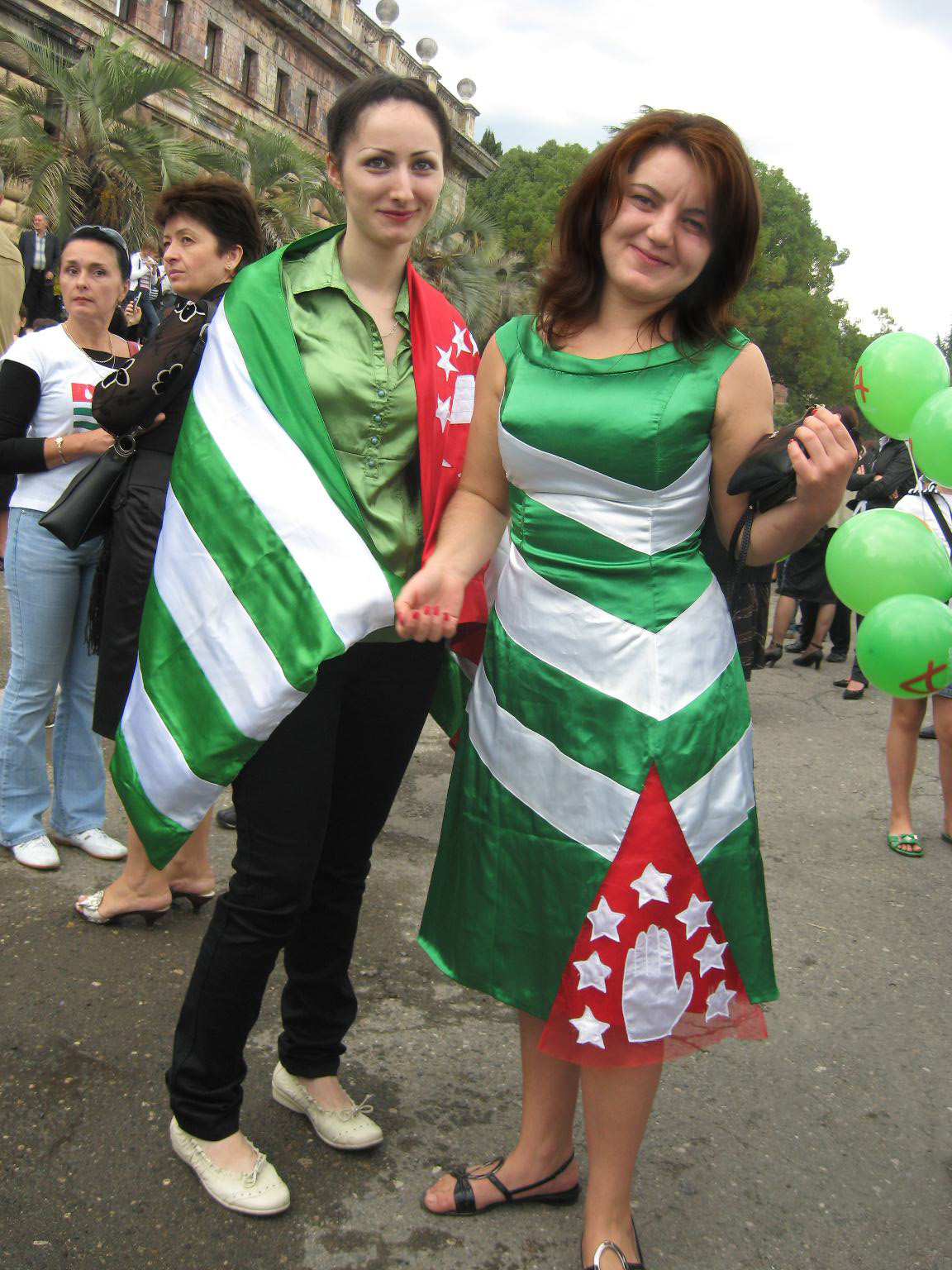
Die Flagge Abchasiens als Kleid

Horizontal sind vier grüne und drei weiße Streifen untereinander angeordnet. Im oberen linken Eck befindet sich ein rotes Kanton mit einer weißen Hand um die darüber herum im Halbkreis sieben weiße, fünfstrahlige Sterne angeordnet sind. Die Sterne weisen alle mit einer Spitze nach oben.
Vorbild des Symbols der Hand auf rotem Grund ist eine historische Flagge Sebastopols, der heutigen Hauptstadt Sochumi. Die offene Hand steht nun für die abchasische Nation. Die sieben Sterne stehen für die sieben Regionen des Landes: Sadsen, Pschu-Aibga, Bsypyn, Guma, Abschua, Dal-Zabal und Samursakan. Die Sieben gilt in Abchasien als heilige Zahl, daher sieben Streifen, wobei das Abwechseln zwischen Grün und Weiß für die Toleranz zwischen Islam und Christentum steht.

## Farben
| System                      | Rot       | Grün     | Weiß        |
| --------------------------- | --------- | -------- | ----------- |
| RGB                         | 200-49-42 | 0-153-62 | 255-255-255 |
| Hexadezimale Farbdefinition | #C8312A   | #00993E  | #FFFFFF     |

## Geschichte
Die Flagge Sebastopols wird in einem Buch aus dem Jahr 1350 aufgeführt.
Auch während der Sowjetzeit besaß Abchasien ab 1925 eine eigene Flagge. Zwar wird oft von einer Flagge in den frühen 1920ern berichtet, die Bilder dieser Flagge weisen aber diverse Fehler auf, so dass es sich wahrscheinlich um eine Fehlmeldung handelt. Gleiches gilt für eine Flagge, die es 1930 bis 1931 gegeben haben soll. Zwischen 1925 und 1931 wurde eine Flagge nach Sowjetvorbild verwendet: Rot mit Hammer, Sichel und Stern und den kyrillischen Buchstaben CCPA für Sozialistische Sowjetrepublik Abchasien. Eventuell wurde ab 1926 eine Flagge mit dem lateinischen Kürzel SSRA verwendet, weil ab diesen Zeitpunkt das lateinische Alphabet verwendet wurde. Über die korrekte Anordnung gibt es verschiedene Angaben.
1931 wurde Abchasien eine ASSR innerhalb Georgiens. In Artikel 84 der Verfassung von 1935 wird für die ASSR das kyrillische Kürzel ACCPA (ASSRA) in der Flagge verwendet. Belege über das Aussehen der Flagge davor fehlen. Die Verfassung vom 2. Oktober 1937 gab vor, dass auf der roten Fahne nur der Name der Georgischen SSR aufgeführt wurde in den Sprachen Georgisch (Georgische Schrift), Abchasisch (Lateinisch) und Russisch (Kyrillisch). Ab 1938 wurde für Abchasisch die georgische Schrift verwendet. Entsprechend änderte sich die Flagge. Diese wurde bis 1951 beibehalten. Von 1951 bis 1978 wurde die Flagge der Georgischen SSR verwendet. Zu dieser wurde in der abchasischen Verfassung vom 6. Juni 1978 (Artikel 160) die kyrillische Beschriftung Abchasische ASSR eingefügt. Abchasisch wurde dabei nicht abgekürzt, wie teilweise berichtet wird. 1989 führte man eine rote Flagge mit goldener Sonne und der Bezeichnung SSR Abchasien ein. Alle Flaggen der Sowjetzeit führten auf der Rückseite weder eine Beschriftung, noch Hammer, Sichel oder Stern.

Flagge Sebastopols um 1350
Nicht existierende Flagge der Abchasischen ASSR, 1921 bis 1925
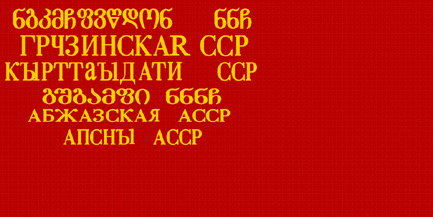
Nicht existierende Flagge der Abchasischen ASSR, 1930 bis 1931

Abchasische SSR, 1925 bis 1931
Abchasische ASSR, 1978 bis 1989
Abchasische ASSR, 1989 bis 1992

## Weitere Flaggen Abchasiens

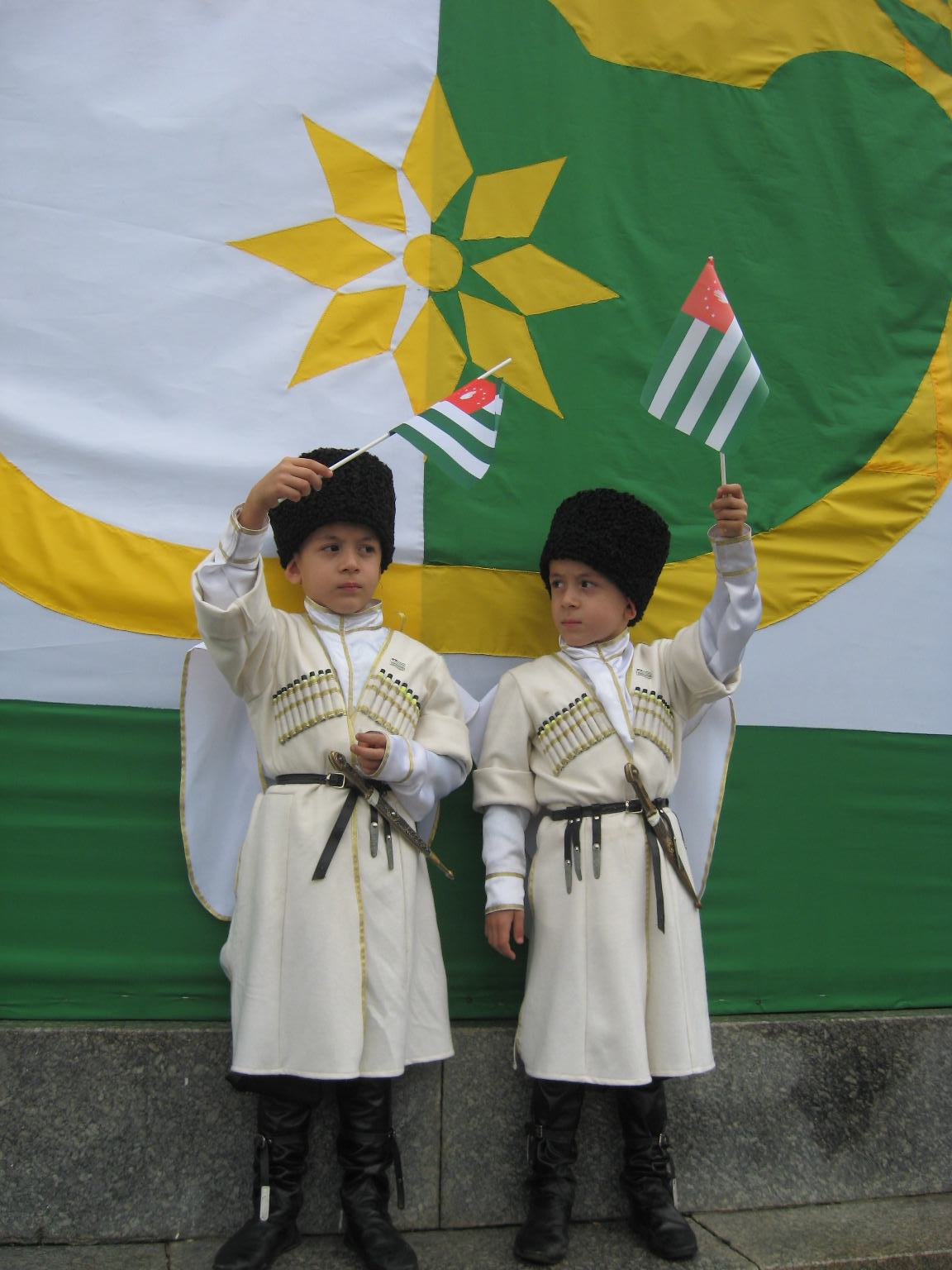
Kinder winken mit kleinen abchasischen Flaggen unter einer großen Flagge des Präsidenten

1:2 Flagge des Präsidenten Abchasiens